# 薛道五
薛道五（1897年—1990年），男，陕西华县人，中国近代工商业者、政治人物，陕西省政协原副主席，中华全国工商业联合会执行委员会原常务委员。